# Miriam Zschoche
Miriam Zschoche (* 1979 in Waren (Müritz)) ist eine deutsche Betriebswirtschaftlerin und Hochschullehrerin.

## Leben
Zschoche absolvierte 1998 das Abitur. Anschließend absolvierte sie ein Studium der Volkswirtschaftslehre an den Universitäten Leipzig, Sydney und Potsdam. Sie erhielt 2001 ihr Vordiplom an der Universität Leipzig und 2004 den Abschluss als Diplom-Volkswirtin von der Universität Potsdam. 2006 erhielt sie eine Anstellung als wissenschaftliche Mitarbeiterin im Bereich „International Business Development“ bei der Fraunhofer-Gesellschaft in München, 2007 an der Universität Augsburg. Dort wurde sie 2011 mit der Dissertation Restructuring international production networks: determinants and performance effects based on operational flexibility promoviert.
Zschoche wurde 2011 wissenschaftliche Mitarbeiterin an der WHU – Otto Beisheim School of Management, wobei sie 2014 zeitweise an der Kellogg School of Management war. An der WHU in Vallendar erhielt sie 2015 die Juniorprofessur für Strategisches Management und Organisation. 2017 folgte sie einem Ruf auf den Lehrstuhl für Strategisches und Internationales Management an die Staatswissenschaftliche Fakultät der Universität Erfurt als Nachfolger von Thomas Armbrüster. Ebenfalls 2017 war sie Gastprofessorin an der Universität Bergamo. Seit 2023 ist sie Studiendekanin der Staatswissenschaftlichen Fakultät in Erfurt.

## Werke (Auswahl)
- Restructuring international production networks: determinants and performance effects based on operational flexibility, Dissertation, Augsburg 2011.
- mit Jan Hendrik Fisch: The role of operational flexibility in the expansion of international production networks. In: Strategic Management Journal 33 (2012), S. 1540–1556.
- The effects of foreign direct investment colocation: Differences between manufacturing and service firms. In: Managerial and Decision Economics, 37/7 (2016), S. 447–460.
- Performance effects of divesting foreign production affiliates: A network perspective. In: Long Range Planning, 49/2 (2016), S. 196–206.
- mit Wolfgang Gleich und Björn Schmeisser: The influence of competition on international sourcing strategies in the service sector. In: International Business Review, 26/2 (2017), S. 279–287.